# Luke Perry
Coy Luther Perry III (født 11. oktober 1966 i Mansfield, Ohio, død 4. marts 2019 på St. Joseph's Hospital, Burbank, Los Angeles )
var en amerikansk skuespiller, der er bedst kendt for sin rolle som Dylan McKay i tv-serien Beverly Hills 90210.

## Opvækst
Perrys far hed Coy Luther Perry II (han døde af et hjerteanfald i 1980),[kilde mangler] og han var stålarbejder. Hans mor hedder Ann Perry Bennett og var husmor. Perrys forældre blev skilt, da han var 6 år gammel. Hans mor giftede sig igen, med konstruktionsarbejderen Steve Bennett i 1978.
Perry havde en yngre bror, Thomas Perry, en yngre søster Amy Perry og en halvlillesøster Emily Bennett. Perry dimitterede fra Fredericktown High School i Fredericktown, Ohio i 1984. Perry flyttede til Los Angeles lige efter hans dimission. Mens han gik i skole, havde han haft jobs som model.

## Karriere
Næst efter en optræden i en musikvideo for Twisted Sister var Perry første roller i daytime-sæbeoperaerne Loving (1987-88) og Another World (1988-89). Efter disse roller fik han rollen som den mystiske millionærsøn Dylan McKay i Beverly Hills 90210. Mens han var med i Beverly Hills 90210, medvirkede han også i den originale film-version i Joss Whedons Buffy the Vampire Slayer (1992). Selvom filmen ikke blev en succes, var Perry allerede i starten af 1990'erne et populært teenage-idol.
Perry spillede Lane Frost i 8 Seconds i 1994. I et forsøg på at få mere modne roller besluttede han i 1995 at forlade Beverly Hills 90210. Samme år var han med i den italienske film Vacanze di Natale '95, hvor han spillede sig selv. Selv om Perry mente, at Beverly Hills 90210 lå bag ham, var han kun skrevet ud af serien i 3 år.
I samme periode var han med i tv-sci-fi-miniserien Invasion (1997) og havde en cameooptræden i Luc Bessons sci-fi-eventyrfilm The Fifth Element (1997).
Han havde derfra flere roller. Han fik rollen som rev. Jeremiah Cloutier i HBO-tv-serien Oz. I samme serie optrådte han fuldstændig nøgen.
Han var også med i tv-gyserfilmen Bermudatrekanten fra 2002. Fra 2002 til 2004 spillede Perry Jeremiah i post-apokalyptiske tv-serie Jeremiah.
I 2007 var han med i filmen The Sandlot: Heading Home.

### Gæstemedvirkener
Perry har lagt stemme til mange forskellige tegneserier på tv, hvor han ofte spiller sig selv. Han spillede i 1993, sig selv (og Krusty the Clovns halvbror) i en episode af The Simpsons.
Perry har også lagt stemme til sig selv i en episode af Johnny Bravo, hvor han giver Johnny dating-råd, efter at Johnny havde reddet ham fra en horde pige-fans. Perry har også lagt stemme til sig selv i en episode af Family Guy, hvor Peter mener, at Perry er homoseksuel, og Perry sagsøger familien. Peter prøver at forføre Perry til at afsløre sin seksualitet, men det går skidt. Men ved slutningen af episoden ses Perry med borgmester Adam West, som er ved at gå i seng med ham. Andet arbejde tæller stemmer i The Incredible Hulk, Biker Mice From Mars og Mortal Kombat: Defenders Of The Realm.
Bortset fra sin egen parodi på sig selv har Perry spillet homoseksuel i tv-serierne Spin City (1997) and Will and Grace (2005). Han spiller Carter Heywoods mandlige ekskæreste, der senere i Spin City forelsker sig i en kvinde og spiller en nørdet homoseksuel fuglekigger, som bliver set af Jack McFarland i Will and Grace.
Perry blev genforenet med sin medskuespiller fra Beverly Hills 90210 Jennie Garth, da han medvirkede i serien What I Like About You, hvor han spiller en rolle, der påstår at han har været kæreste med Kelly (Jennie Garth), da de 2 i serien bliver romantisk involveret (en klar parodi af "Brenda"-årene).
I 2006 var Perry med i serien Windfall, der handler om en gruppe venner, der vinder i lotteri. Serien kørte med 13 episoder i sommeren 2006 på NBC.
Perry var med i HBO-serien John from Cincinnati, som havde premiere på 10. juni 2007 og kørte med 10 episoder med seriens sidste udsendelse på 12. august 2007. Han var også med i flere sci-fi-netværk-film.

### Teater
Perry optrådte på Broadway i genfortolkningen af The Rocky Horror Show som Brad Majors.
I 2004 spillede han med i London-produktionen af When Harry Met Sally som Harry.

## Privat
Perry blev gift med den tidligere model Rachel "Minnie" Sharp den 20. november 1993. Deres ægteskab holdt til april 2003.
Perry og Sharp fik to børn, en søn Jack Perry (født 15. juni 1997) og en datter Sophie Perry (født 12. juni 2000).

## Filmografi

### Tv
| År        | Titel                                 | Rolle                   | Bemærkninger                                                                                 |
| --------- | ------------------------------------- | ----------------------- | -------------------------------------------------------------------------------------------- |
| 1987-1988 | Loving                                | Ned Bates               | Ukendt antal episoder i serien                                                               |
| 1988-1989 | Another World                         | Kenny                   | Ukendt antal episoder i serien                                                               |
| 1990-2000 | Beverly Hills 90210                   | Dylan McKay             | Tv-serie                                                                                     |
| 1993      | Saturday Night Live                   | Vært                    | Tv-afsnit                                                                                    |
| 1994-1995 | Biker Mice from Mars                  | Napoleon Brie           | Stemme 6 afsnit i serien                                                                     |
| 1995      | Mortal Kombat: Defenders of the Realm | Sub-Zero                | 13 afsnit i serien                                                                           |
| 1996      | The Incredible Hulk                   | Rick Jones              | Stemme Afsnittene: Raw Power The Return of the Beast: Part 2 The Return of the Beast: Part 1 |
| 1997      | Spin City                             | Spence                  | Afsnittet: Kiss Me, Stupid                                                                   |
| 1999      | Pepper Ann                            | Stewart Walldinger      | Stemme Afsnittene: One of the Guys The Finale Unhappy Campers                                |
| 2001-2002 | Oz                                    | Præst Jeremiah Cloutier | 10 afsnit i serien                                                                           |
| 2002-2004 | Jeremiah                              | Jeremiah                | 35 afsnit i serien                                                                           |
| 2003      | Clone High                            | Ponce de Leon           | Afsnittet: Litter Kills: Litterally                                                          |
| 2005      | What I Like About You                 | Todd                    | Afsnittene: Enough Is Enough My Boyfriend's Back Dangerous Liaisons                          |
| 2005      | Will & Grace                          | Aaron                   | Afsnittet: The Birds and the Bees                                                            |
| 2006      | Windfall                              | Peter Schaefer          | 13 afsnit i serien                                                                           |
| 2007      | Biker Mice from Mars                  | Napoleon Brie           | Stemme Afsnittet: Once Upon a Time on Earth: Part II                                         |
| 2007      | John from Cincinnati                  | Linc Stark              | 10 afsnit i serien                                                                           |
| 2017-19   | Riverdale                             | Fred Andrews            | 49 afsnit                                                                                    |

### Film
| År   | Titel                              | Rolle                | Bemærkninger            |
| ---- | ---------------------------------- | -------------------- | ----------------------- |
| 1991 | Scorchers                          | Ray Ray              |                         |
| 1992 | Terminal Bliss                     | John Hunter          |                         |
| 1992 | Buffy the Vampire Slayer           | Oliver Pike          |                         |
| 1993 | The Webbers                        | Affaldsfyren         | Tv-film                 |
| 1994 | 8 Seconds                          | Lane Frost           |                         |
| 1996 | Normal Life                        | Chris Anderson       |                         |
| 1996 | American Strays                    | Johnny               |                         |
| 1997 | Riot                               | Boomer               | Tv-film                 |
| 1997 | Invasion                           | Beau Stark           | Tv-film                 |
| 1997 | The Fifth Element                  | Billy                |                         |
| 1997 | Lifebreath                         | Martin Devoe         |                         |
| 1998 | Indiscreet                         | Michael Nash         | Tv-film                 |
| 1999 | The Heist                          | Jack                 |                         |
| 1999 | The Florentine                     | Frankie              |                         |
| 1999 | Storm                              | Dr. Ron Young        |                         |
| 1999 | The Night of the Headless Horseman | Brom Bones           | Stemme Tv-film          |
| 2000 | The Last Buckaroo                  | ---                  | Tv-film                 |
| 2000 | Attention Shoppers                 | Mark                 |                         |
| 2001 | The Enemy                          | Dr. Michael Ashton   |                         |
| 2001 | Dirt                               | Advokat              |                         |
| 2001 | The Triangle / Bermuda-trekanten   | Stu Sheridan         | Tv-film                 |
| 2002 | Fogbound                           | Bob                  |                         |
| 2002 | Johnson County War                 | Harry Hammett        | Tv-serie                |
| 2003 | Down the Barrel                    | David                |                         |
| 2005 | Dishdogz                           | Tony                 |                         |
| 2005 | Descent                            | Dr. Jake Rollins     | Tv-film                 |
| 2005 | Supernova                          | Dr. Chris Richardson | Tv-film                 |
| 2007 | The Sandlot 3                      | Tommy                |                         |
| 2007 | Alice Upside Down                  | Ben McKinley         |                         |
| 2008 | The Pledge                         | Matt                 | Tv-film                 |
| 2008 | Good Intentions                    | Chester Milford      | Post-produktion         |
| 2008 | A Very Merry Daughter of the Bride | Charlie              | Tv-film Post-produktion |
| 2019 | Once Upon a Time in Hollywood      | Wayne Maunder        | Film                    |

## Nomineringer
DVD Exclusive Awards:
- 2001: Nomineret: "Video Premiere Award Best Supporting Actor" for: Attention Shoppers

TV Land Awards:
- 2004: Nomineret: "Favorite Teen Dream – Male" for: Beverly Hills, 90210
- 2007: Nomineret: "Break Up That Was So Bad It Was Good" for: Beverly Hills, 90210 Delt med Shannen Doherty